# محافظة أريحا
محافظة أريحا هي واحدة من محافظات السلطة الوطنية الفلسطينية الستة عشر داخل الأراضي الفلسطينية، وتقع على طول المناطق الشرقية من الضفة الغربية، على طول منطقة شمال البحر الميت ووادي الأردن جنوب نهر الأردن على الحدود مع الأردن.يحدها من الشمال محافظة طوباس ومن الشمال الغربي محافظة نابلس ومن الغرب محافظة رام الله والبيرة ومن الجنوب الغربي القدس.ويقدر عدد سكان محافظة أريحا لتكون 31,501، بينهم حوالي 6000 لاجئ فلسطيني يعيشون في المخيمات التابعة لمحافظة أريحا.

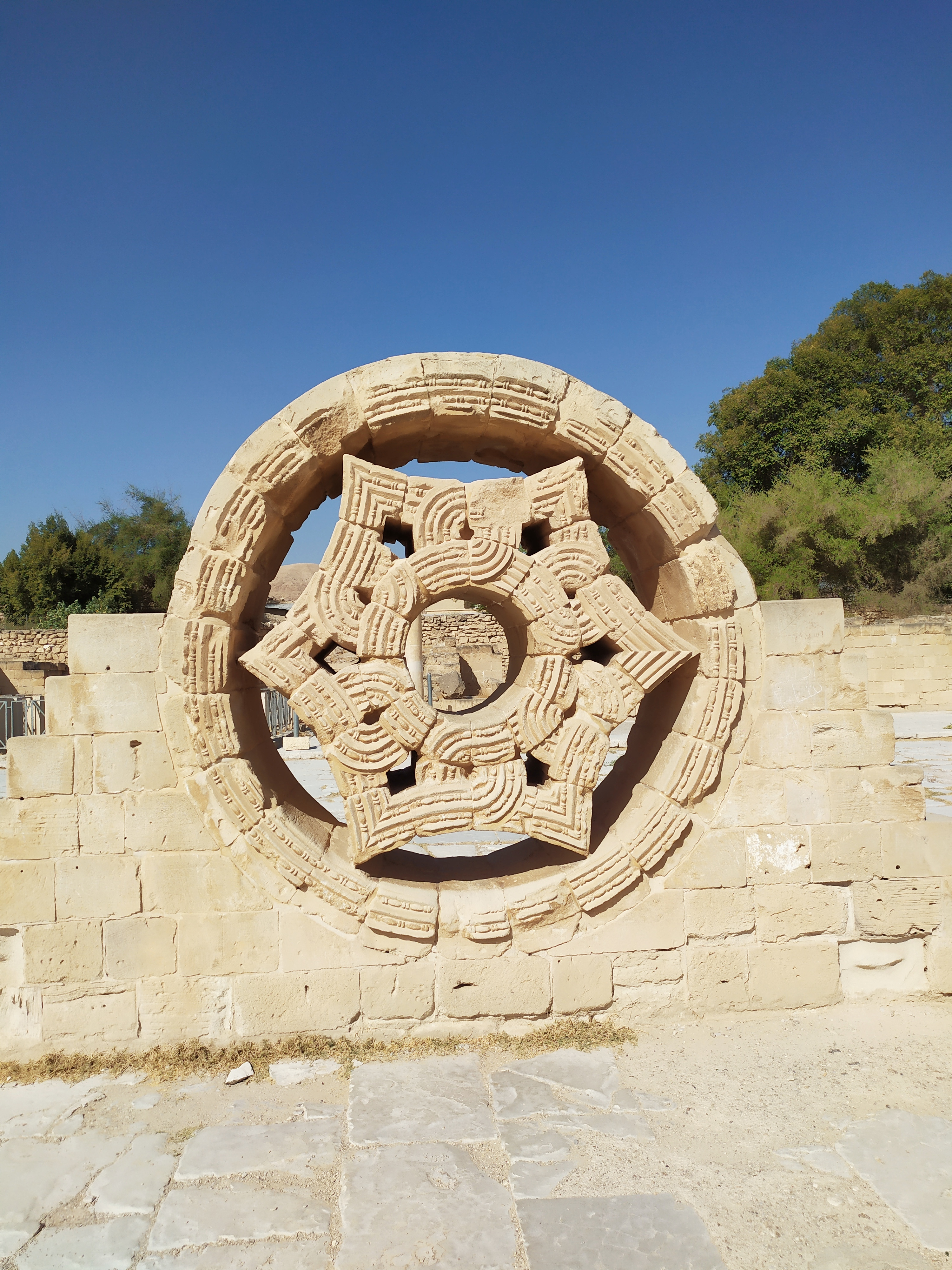
نجمة قصر هشام الخليفة الأموي ،أحد أهم المعالم الأثرية والتاريخية في مدينة أريحا

يعتمد اقتصاد المنطقة على الزراعة، وخاصة في الوادي بالقرب من أريحا.وتعتبر أريحا أقدم مستوطنة في العالم؛ العديد من المواقع التاريخية والأثرية تجذب العديد من السياح إلى المنطقة.
في 7 نوفمبر 1927، حدث زلزال كبير بالقرب من أريحا، التي تقع على وادي الأردن، قتل فيها 350 شخصا وتسببت في أضرار كبيرة في فلسطين تحت الانتداب البريطاني.

## التجمعات السكانية

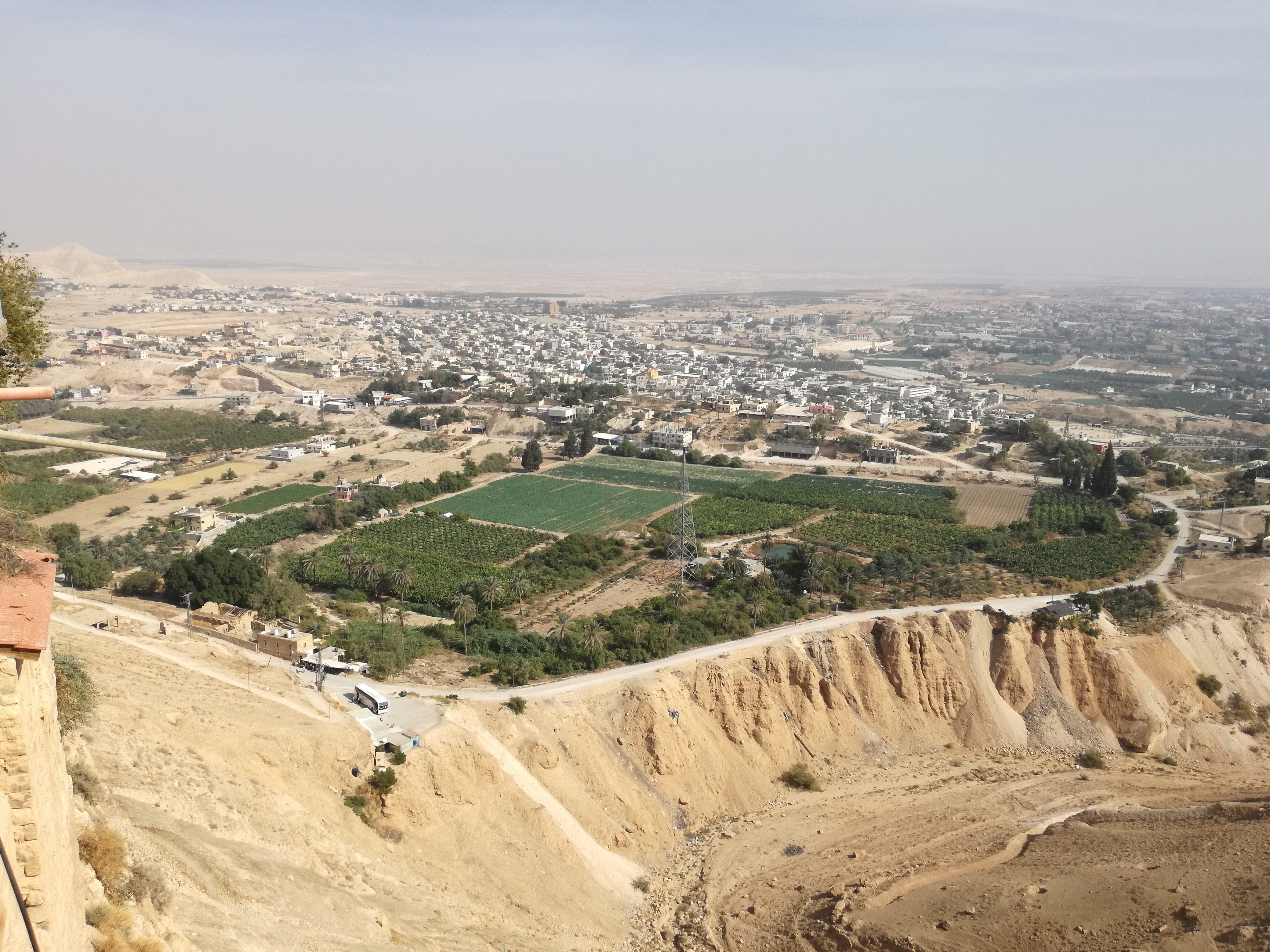
تبين الصورة إطلالة على مدينة أريحا

- أريحا
- العوجا
- النويعمة
- الجفتلك
- الزبيدات
- النبي موسى
- دير القلط
- دير حجلة
- عين الديوك الفوقا
- فصايل
- مرج الغزال
- مرج نعجة
- مخيم عقبة جبر
- مخيم عين السلطان

## قائمة المحافظون
| الرقم | الاسم                                 | تاريخ البدء    | تاريخ الانتهاء | ملاحظات     |
| ----- | ------------------------------------- | -------------- | -------------- | ----------- |
| 1     | سامي فايز خليل مسلم                   | 2005           | 1 أغسطس 2007   |             |
| 2     | عريف روبين عبد الحليم الجعبري         | 6 أغسطس 2007   | 14 سبتمبر 2008 |             |
| 3     | كامل أحمد حسن حميد                    | 15 سبتمبر 2008 | 23 أكتوبر 2010 |             |
| 4     | ماجد عبد المجيد رشيد الفتياني         | 27 ديسمبر 2010 | 2018           |             |
| 5     | جهاد علي محمد أبو العسل               | 13 سبتمبر 2018 | 10 أغسطس 2023  |             |
|       | يسرى سويطي                            | 10 أغسطس 2023  | 7 مارس 2024    | مُسيرة أعمال |
| 6     | حسين جاد الله حسين حمايل (Q124791235) | 7 مارس 2024    | لا يزال        |             |